# 穆罕默德·本·纳伊夫
穆罕默德·本·纳伊夫·本·阿卜杜勒-阿齐兹·阿勒沙特（阿拉伯语：‎）（1959年8月30日—）是沙特阿拉伯前任王储，沙特阿拉伯现任国王萨勒曼·本·阿卜杜勒-阿齐兹·阿勒沙特的侄子，沙特阿拉伯前王储纳伊夫·本·阿卜杜勒－阿齐兹·阿勒沙特的次子，沙特阿拉伯首任国王阿卜杜勒-阿齐兹·本·阿卜杜拉赫曼·本·费萨尔·阿勒沙特的孙子。2015年1月23日继任副王储、内政大臣兼第二副首相。2015年4月29日，萨勒曼進行沙特王儲資格的調動，免去異母弟穆克林·本·阿卜杜勒-阿齐兹·阿勒沙特的王儲之位，以穆罕默德·本·納伊夫继任正王储，这标志着沙特王位继承开始从第二代向第三代过渡。2017年6月21日，國王薩勒曼免去穆罕默德·本·納伊夫的王儲之位，任命自己兒子穆罕默德·本·萨勒曼·本·阿卜杜勒-阿齐兹·阿勒沙特為新任王儲。2020年3月，穆罕默德·本·納伊夫與弟弟纳瓦夫·本·纳耶夫王子（Prince Nawaf bin Nayef）遭到逮捕。兩人被沙特阿拉伯當局指控犯有叛國罪。

## 个人简介
他年轻时在美国刘易斯-克拉克学院受教育，但并未获得学位。能讲流利的英语，喜欢好莱坞动作电影，是一个枪支爱好者。纳耶夫长期在沙特情报部门和内政部门工作，负责国家反恐机构和相关行动。他也因此是极端分子的眼中钉，曾躲过至少4次谋杀企图。纳耶夫对伊朗立场强硬是个“鹰派”。2015年1月他被选为副王储之时，美国官员、学者、媒体都公开表示对他的赞赏，认为这是明智决定。因為他的貢獻，他更獲頒美國反恐獎項的榮譽。

## 个人影响力
2016年3月4日，穆罕默德·本·纳伊夫被法国总统弗朗索瓦·奥朗德给予法國榮譽軍團勳章。2016年4月，穆罕默德·本·纳伊夫被《时代杂志》评为100位最具影响力人物之一。
2017年6月21日，穆罕默德·本·纳伊夫的皇储地位被穆罕默德·本·萨勒曼·本·阿卜杜勒-阿齐兹·阿勒沙特取代，成为沙地阿拉伯的继承人，此举被认为颠覆了数十年的王室风俗，并对该国的内部权力结构进行了重大的重新安排，他也因此还失去了内政大臣的职位。在过去的15年中，穆罕默德·本·纳伊夫被视为沙地阿拉伯最具影响力的安全官员，与美国和英国情报界保持着密切联系。

## 暗杀企图
穆罕默德·本·纳伊夫经历过4次暗杀企图，但都沒有遭受到严重伤害，只有在第3次被暗杀时受伤。
第3次暗杀行动是在2009年8月27日，穆罕默德·本·纳伊夫因与阿拉伯半島基组织有联系的自杀炸弹手阿卜杜拉·阿里·阿西里有关。爆炸发生前几天，阿里·阿西里与穆罕默德·本·纳伊夫进行了交谈，并表示希望作为阿拉伯半島基组织的一部分，向沙特当局投降。不过，这是一个进入穆罕默德·本·纳伊夫王子宫殿的阴谋。
在斋月期间，阿里·阿西里以「祝福者」的名义，在王子的宫殿里排队等候。他在之后引爆自己的自杀炸弹，炸死了自己。穆罕默德·本·纳伊夫则被阿里·阿西里的尸体保护，免于爆炸的全部伤害。爆炸装置被藏在阿里·阿西里的直肠和肛门内部，沙特当局的安全专家将其描述为一种新技术。此后，这种装置被称为外科植入的简易爆炸装置（SIIED）或体腔炸弹（BCB）。
穆罕默德·本·纳伊夫之后出现在国家电视台上，他左手的两个手指上缠着绷带。他说：「我不想被搜寻，但他炸死自己使我感到惊讶。」布鲁金斯学会的前美国中央情报局官员兼情报项目负责人布鲁斯·里德尔（Bruce Riedel）表示：「我所看到的证据充分表明，穆罕默德·本·纳伊夫在暗杀中受的伤要比被承认的多。」为了治疗他的伤势，穆罕默德·本·纳伊夫陷入了非常令人上瘾的止痛药例行程序。
这是自2003年以来首次有王室成员被恐怖分子喑杀，当时沙特阿拉伯在与基地组织有关的袭击中面临急剧上升。对穆罕默德·本·纳伊夫的最后一次暗杀行动是在2010年8月。